# Чорний (річка)
Чóрний — лісовий струмок в Україні, у Івано-Франківському районі Івано-Франківської області. Права притока Луквиці (басейн Дністра).

## Опис
Довжина 15,64 км. Похил річки 7,8 м/км. Площа басейну 27,5 км².
Головною водною артерією Чорного лісу є невелика річка Чорний Потік, ймовірно саме від неї походить назва регіону. Назва річки пов'язана з особливістю її дна — воно має надзвичайно темний колір, через що в похмурі дні вода набуває чорного відтінку.

## Розташування
Витікає в межах громади Нивочина, у Чорному лісі, тече лісовими дебрами на північний захід через громади Посіч, Загвіздя, а нижче від Пустого поля, присілка Загвіздя, повертає на північний захід і впадає з правого берега в Луквицю.